# Луда (приток Белой Сюзьвы)
Луда — река в России, протекает по Юрлинскому району Пермского края. Устье реки находится в 7,6 км от устья Белой Сюзьвы по левому берегу. Длина реки составляет 10 км.
Всё течение реки проходит по ненаселённому лесу среди холмов Верхнекамской возвышенности, Луда течёт на север параллельно границе Пермского края и Кировской области.

## Данные водного реестра
По данным государственного водного реестра России относится к Камскому бассейновому округу, водохозяйственный участок реки — Кама от истока до водомерного поста у села Бондюг, речной подбассейн реки — бассейны притоков Камы до впадения Белой. Речной бассейн реки — Кама.
Код объекта в государственном водном реестре — 10010100112111100000627.